# 山口県立宇部高等学校
山口県立宇部高等学校（やまぐちけんりつ うべこうとうがっこう, 英: Yamaguchi Prefectural Ube High School）は、山口県宇部市寺の前町に所在する公立の高等学校。略称「宇部高」（うべこう）。

## 概要
歴史
1919年（大正8年）創立の「山口県立宇部中学校」（旧制中学校）を前身とする。1948年（昭和23年）の学制改革で「山口県立宇部高等学校」（男子校）となる。翌1949年（昭和24年）に「山口県立宇部北高等学校」に改称。1950年（昭和25年）に高等女学校を前身とする山口県立宇部南高等学校と統合され、「山口県立宇部高等学校」（現校名）となった。2009年（平成21年）に創立90周年を迎えた。
校章
カタバミの3枚の葉を背景にして、中央に「高」の文字（ハシゴ高）を置いている。
校歌
1955年（昭和30年）6月に制定。作詞は古関吉雄（当時・明治大学教授・国立音楽大学講師）、作曲は岡本敏明（玉川大学教授・国立音楽大学講師）による。歌詞は3番まであり、校名の「宇部高校」が3番の最後に登場する。
設置課程・学科・学区
全日制課程 2学科
- 普通科
- 探究科 2017年より探究科（一年次）、人文社会科学科自然科学科（二、三年次）を設置。それに伴い2018年より理数科は廃止となった。

- 2020年（令和2年）2月時点で人文社会科学1クラス（1組）、自然科学科2クラス（2、3組）、普通科5クラス（文系4、5組、理系6、7、8組）となっている。

同窓会
校章にちなみ、「かたばみ会」と称している。東京都に支部（東京かたばみ会）を置いている。

## 沿革
旧制中学校
- 1919年（大正8年）11月13日 - 「宇部村立宇部中学校」が開校。
- 1921年（大正10年）11月 - 宇部村の市制施行に伴い「宇部市立宇部中学校」に改称。
- 1923年（大正12年）12月4日 - 県立移管により「山口県立宇部中学校」に改称。
- 1948年（昭和23年）
  - 3月31日 - 山口県立宇部中学校が廃止される。
  - 4月1日 - 学制改革（六・三制の実施）により、「山口県立宇部高等学校」（新制高等学校・男子校・初代）が発足。
- 1949年（昭和24年）4月1日 - 「山口県立宇部北高等学校」と改称。

高等女学校（1）
- 1913年（大正2年）4月 - 「私立済美実科高等女学校」が開校。
- 1918年（大正7年）5月 - 移管により「宇部村立済美実科高等女学校」に改称。
- 1921年（大正10年）
  - 4月 - 「宇部村立実科高等女学校」に改称（「済美」が除かれる）。
  - 11月 - 宇部村の市制施行により「宇部市立実科高等女学校」に改称。
- 1922年（大正11年）4月 - 「宇部市立宇部高等女学校」に改称。
- 1928年（昭和3年）4月 - 県立移管に伴い「山口県立宇部高等女学校」に改称。
- 1948年（昭和23年）
  - 3月31日 - 山口県立宇部高等女学校が廃止される。
  - 4月1日 - 学制改革（六・三制の実施）により、「山口県立宇部女子高等学校」（新制高等学校）が発足。
- 1949年（昭和24年）4月1日 - 山口県立宇部第二女子高等学校と統合され、「山口県立宇部南高等学校」となる。

高等女学校（2）
- 1911年（明治44年）4月1日 - 「宇部女子実業補習学校」が開校。
- 1925年（大正14年）5月 - 「宇部市立宇部実業実践女学校」に改称。
- 1935年（昭和10年）
  - 9月 - 青年学校令により「宇部市立宇部女子青年学校」に改称。
  - 10月 - 「宇部市立山口県宇部高等家政女学校」に改称。
- 1943年（昭和18年）4月 - 「宇部市立宇部高等女学校」に改称。
- 1948年（昭和23年）
  - 3月31日 - 宇部市立宇部高等女学校が廃止される。
  - 4月1日 - 学制改革（六・三制の実施）と県立移管により、「山口県立宇部第二女子高等学校」（新制高等学校）が発足。
- 1949年（昭和24年）4月1日 - 山口県立宇部女子高等学校と統合され、「山口県立宇部南高等学校」となる。

現・山口県立宇部高等学校
- 1950年（昭和25年）
  - 4月1日 - 「山口県立宇部北高等学校」（男子校）と「山口県立宇部南高等学校」（女子校）が統合され、「山口県立宇部高等学校」（2代目、現校名、男女共学）となる。
    - 普通課程と家庭課程を設置。
    - 旧・宇部北高等学校の校舎を「北校舎」、旧・宇部南高等学校の校舎を「南校舎」として使用。
- 1951年（昭和26年）3月 - 南校舎の定時制を宇部市立高等学校に移管。
- 1952年（昭和27年）4月 - 校舎統合のため、北校舎敷地内に鉄筋コンクリート造3階建ての校舎を新築。
- 1955年（昭和30年）6月 - 校歌を制定。
- 1959年（昭和34年）11月 - 理科校舎が完成。
- 1960年（昭和35年）6月 - 第一校舎普通教室（第1期工事）が完成。
- 1961年（昭和36年）2月 - 第一校舎普通教室（第2期工事）が完成。
- 1962年（昭和37年）10月 - 火災により、本館が全焼。
- 1963年（昭和38年）
  - 3月31日 - 家庭課程を廃止。
  - 11月 - 本館と体育館が完成。
- 1966年（昭和41年）5月 - 運動場を拡張。
- 1969年（昭和44年）4月1日 - 理数科を設置。
- 1970年（昭和45年）2月 - 格技場が完成。
- 1972年（昭和47年）9月 - プールが完成。
- 1973年（昭和48年）5月 - 第三校舎（特別教室棟）が完成。
- 1974年（昭和49年）2月 - 中庭に庭園を整備。パーゴラを建築。
- 1979年（昭和54年）5月 - 学校敷地を拡張。
- 1980年（昭和55年）9月 - 弓道場が完成。
- 1986年（昭和61年）3月 - 第四校舎（普通教室棟）が完成。
- 1989年（平成元年）11月 -  オーストラリア　ニューカッスル市コタラ高校と姉妹校を提携。
- 1991年（平成3年）9月 - 第二校舎を解体。
- 1993年（平成5年）2月 - 第二校舎（普通教室棟）が完成。
- 1994年（平成6年）3月 - クラブ部室が完成。
- 1996年（平成8年）
  - 9月 - 理科校舎を解体。
  - 10月 - 第一校舎を解体。
- 1997年（平成9年）9月 - 第一校舎普通・理科教室棟が完成。
- 1999年（平成11年）4月1日 - 従来の3学期制から2学期制に移行。
- 2000年（平成12年）4月1日 - 65分授業制に移行。
- 2001年（平成13年）- 全国高等学校クイズ選手権第21回大会で優勝。
- 2003年（平成15年）12月 体育館と柔剣道場を解体。
- 2004年（平成16年）
  - 6月 - 山口大学と高大連携教育協定書に調印。
  - 12月 - 新体育館が完成。
- 2007年（平成19年）4月1日 - 文部科学省により、スーパーサイエンスハイスクールに指定される。

## 部活動
| 運動部 - サッカー部 - 水泳部 - バスケットボール部 - バレーボール部 - ソフトテニス部 - テニス部 - 卓球部 - ラグビー部 - 柔道部 - 剣道部 - 弓道部 - 野球部 - 陸上競技部 | 文化部 - 文芸・放送部 - 新聞部 - 演劇部 - 科学部 - 吹奏楽部 - 器楽部 - 美術部 - 英語部 - 食物生活部 - 茶道部 - 将棋部 - 囲碁部 - ボランティア部 - 写真部 |

## 著名な出身者
- 浅野茂隆 - 早稲田大学理工学術院特任教授、東京大学名誉教授、東京大学医科学研究所附属病院長、東京大学医科学研究所先端医療研究センター長
- 丹黑章 - 徳島大学医学部名誉教授、元医学部長
- 浅野直人 - 福岡大学名誉教授、元環境省中央環境審議会会長、元環境科学会会長、元環境アセスメント学会会長
- 庵野秀明 - 映画監督、カラー代表取締役社長
- 今釜史郎 - 名古屋大学医学部教授、名古屋大学医学部附属病院副病院長
- 大賀真一 - 警察庁刑事局長、警視庁副総監
- 菅直人 - 政治家、第94代内閣総理大臣、副総理兼第13代内閣府特命担当大臣（経済財政政策担当）、第13代財務大臣、第11代内閣府特命担当大臣（科学技術政策担当）、第85代厚生大臣、衆議院議員（2年まで在籍、東京都立小山台高等学校へ）
- 紀藤正樹 - 弁護士
- 国広哲弥 - 言語学者、東京大学名誉教授
- 黒川芳正 - 新左翼活動家
- 作花一志 - 天文学者、京都情報大学院大学教授
- 佐藤和雄 - ブルッキングス研究所客員研究員、小金井市長
- 清水敬亮 - NHKアナウンサー
- 陣内大蔵 - シンガーソングライター
- 新家増美 - 華東理工大学 教授
- 高島雄哉 - SF作家
- 千葉泰久 - 宇部興産相談役、宇部商工会議所会頭
- 手塚翔太郎 - ミュージシャン（レイズイン）
- 冨田大介 - プロサッカー選手（水戸ホーリーホック）
- 中屋大介 - 政治家、元衆議院議員
- 中村和子 - アニメーター
- 中安信夫 - 医学者、精神科医
- 花岡利夫 - 長野県東御市長
- 福江純 - 天文学者、大阪教育大学教授
- 福島啓史郎 - 元参議院議員、元農林水産省食品流通局長、自民党北海道第8選挙区支部長
- 藤田忠夫 - 前宇部市長、元建設省近畿地方建設局長
- 古田圭一 - 衆議院議員
- 二木秀夫 - 元宇部市長、元参議院議員、学校法人宇部学園学園長[3]
- 本庶佑 - 医学者、京都大学名誉教授、2018年ノーベル生理学・医学賞受賞。
- 宗岡徹 - 会計学者、元ソニー執行役員、関西大学大学院会計研究科教授
- 松井憲一 - 名古屋工業大学工学部教授
- 松田正平 - 洋画家
- 宮本悦子 - 厚生労働官僚
- 村岡嗣政 - 山口県知事
- 柳井正 - ファーストリテイリング代表取締役会長兼社長
- 山田洋次 - 映画監督
- 山内俊輝 - ラグビー選手（リコーブラックラムズ）
- 湯野川孝彦 - すららネット代表取締役社長
- 篠﨑圭二 - 宇部市長

## 交通アクセス
最寄りの鉄道駅
- JR西日本 宇部線「琴芝駅」よりバスで15分

最寄りのバス停
- 宇部市交通局（宇部市営バス）
  - 「上宇部会館前」バス停（高嶺・交通局行き）
  - 「沼」バス停（開台行き）
  - 「宇部高校前」バス停（宇部高経由開台行き）

最寄りの道路
- 国道490号（参宮通り）

## 周辺
- 山口大学
  - 常盤キャンパス（工学部）
  - 小串キャンパス（医学部・山口大学医学部附属病院）
- 山口県立宇部工業高等学校
- 山口県立宇部中央高等学校
- 宇部市立上宇部中学校
- 宇部市立上宇部小学校
- あそか保育園・第2あそか保育園
- 教念寺